# Clube de Futebol de Fão
O Clube de Futebol de Fão, também denominado simplesmente como Fão, é um clube de futebol português, com sede na vila de Fão, município de Esposende.

## Títulos
- Divisão de Honra AF Braga (2): 1999–00, 2007–08[2]